# Gerd Lüpke
Gerd Lüpke (* 19. Mai 1920 in Stettin; † 3. Oktober 2002 in Varel) war ein deutscher Schriftsteller, Hörfunkautor, Übersetzer, Hörfunksprecher und Rezitator, der besonders im niederdeutschen Sprachraum bekannt ist.

## Leben
Lüpke verlebte Kindheit und Jugend in Loitz, Grimmen und Ribnitz. In Loitz und Grimmen besuchte er die Volksschule, in Grimmen weiter die Mittelschule und in Ribnitz die Oberschule. Ebenfalls in Ribnitz absolvierte er eine Ausbildung zum Industriekaufmann, bevor er zum Reichsarbeitsdienst in Neubrandenburg  ging. Von 1939 bis 1945 war er Soldat der Wehrmacht. Außerdem war er Mitglied der NSDAP, was er aber bis zu seinem Tod verschwieg. Nach dem Zweiten Weltkrieg war er zunächst Sprachlehrer und Dolmetscher, bevor er sich als Journalist in Varel niederließ, wo er späterhin als freier Schriftsteller tätig war. Von ihm sind rund 50 Bücher sowie fast 5000 Rundfunksendungen für den NDR und Radio Bremen veröffentlicht worden.
1942 heiratete er Irmgard Greiff (29. Juli 1920 – 9. August 2010), die unter ihrem Geburtsnamen selber schrieb und ihm Mitarbeiterin, Ideengeberin und Kritikerin war. Beide lebten sowohl in Varel als auch in der niederländischen Hafenstadt Harlingen.

### Hörfunkautor
Seine Bekanntheit als niederdeutscher Hörfunkautor rührt vor allem von der NDR-Reihe Hör mal ’n beten to und den Radio Bremen-Sendungen Niederdeutscher Hauskalender und Niederdeutsche Städtebilder her sowie von seinen Hörspielen.
Hörspiele
- 1960: Gerd Lüpke: Das Köhlschapp (Dat Köhlschapp) - Regie: Wolf Rahtjen[4]

### Sprecher
Neben seiner Sprechertätigkeit beim Hörfunk wirkte Gerd Lüpke des Öfteren als Sprecher, aber auch beratend an Schallplattenproduktionen in niederdeutscher Sprache mit, wie z. B. an der Sprechplattenreihe Niederdeutsche Stimmen u. a. mit Texten Fritz Reuters, den er auch einmal im Hörspiel sprach. Auch gestaltete er häufig sowohl hoch- als auch plattdeutsche Vortrags- und Leseabende.

### Schriftsteller
Zu Lüpkes bekanntesten Buchveröffentlichungen gehören der Erstling Dat vulle Johr (1952) und Achter Dünen und Diek (1975). In seinen literarischen Arbeiten zeigt sich Gerd Lüpke sowohl als niederdeutscher Erzähler als auch als Lyriker. Satiren schrieb er häufig auch in Missingsch. Die Lyrik-Anthologie Stadt im Seewind (1996), für die Gerd Lüpke in jahrelanger Recherche etwa 180 thematisch auf Varel bezogene Gedichte aus 250 Jahren auswählte und in ihrem historischen Kontext erläuterte, bietet einen ebenso informativen wie unterhaltsamen Einblick in die Epochen der lokalen (Kultur-)Geschichte. In den letzten Lebensjahren widmete er sich zudem mit Herzblut der Aufgabe literaturwissenschaftlicher Darstellungen über klassische Dichter in der heutigen pakistanischen Provinz Sindh. Es erschienen nach einer allgemeinen Abhandlung über fünf Jahrhunderte Poesie in der Sprache Sindhi Die Lyrik des Landes Sind oder brich der Laterne dunkles Glas (2000) noch Monografien über Satschal Sarmast (2001) und Shah Abdul Latif (2002).

## Preise und Auszeichnungen
Gerd Lüpke wurde für sein literarisches Schaffen und seine kulturellen Leistungen mit einer Reihe von Preisen ausgezeichnet. U.a. erhielt er die Fritz Reuter-Medaille (1965), den Pommerschen Kulturpreis (1968), den Mecklenburger Kulturpreis der Landsmannschaft Mecklenburg (1978), einen Hörspielpreis und den Ehrenbrief der Fritz Reuter Gesellschaft, später noch die Friesland-Medaille.
Des Weiteren ist Lüpke Träger des Bundesverdienstkreuzes am Bande (1972) und Ritter des königlich niederländischen Ordens von Oranien-Nassau (1974). Die Goldene Verdienst-Medaille Dänemarks (1982), die Goldmedaille der Akademischen Gesellschaft des pakistanischen Landes Sind (1989) und der Bremer Kulturpreis (1998) sind weitere internationale Auszeichnungen, die Lüpke erhielt.

## Gerd-Lüpke-Preis
2020 wurde erstmals der Gerd-Lüpke-Preis ausgeschrieben. Ausgezeichnet werden Gewinnerinnen und Gewinner eines im Rahmen des Vareler Literaturherbstes stattfindenden „plattdeutschen“ (niederdeutschen) Schreibwettbewerbs.